# Osmosi inversa
|  | No s'ha de confondre amb osmosi. |

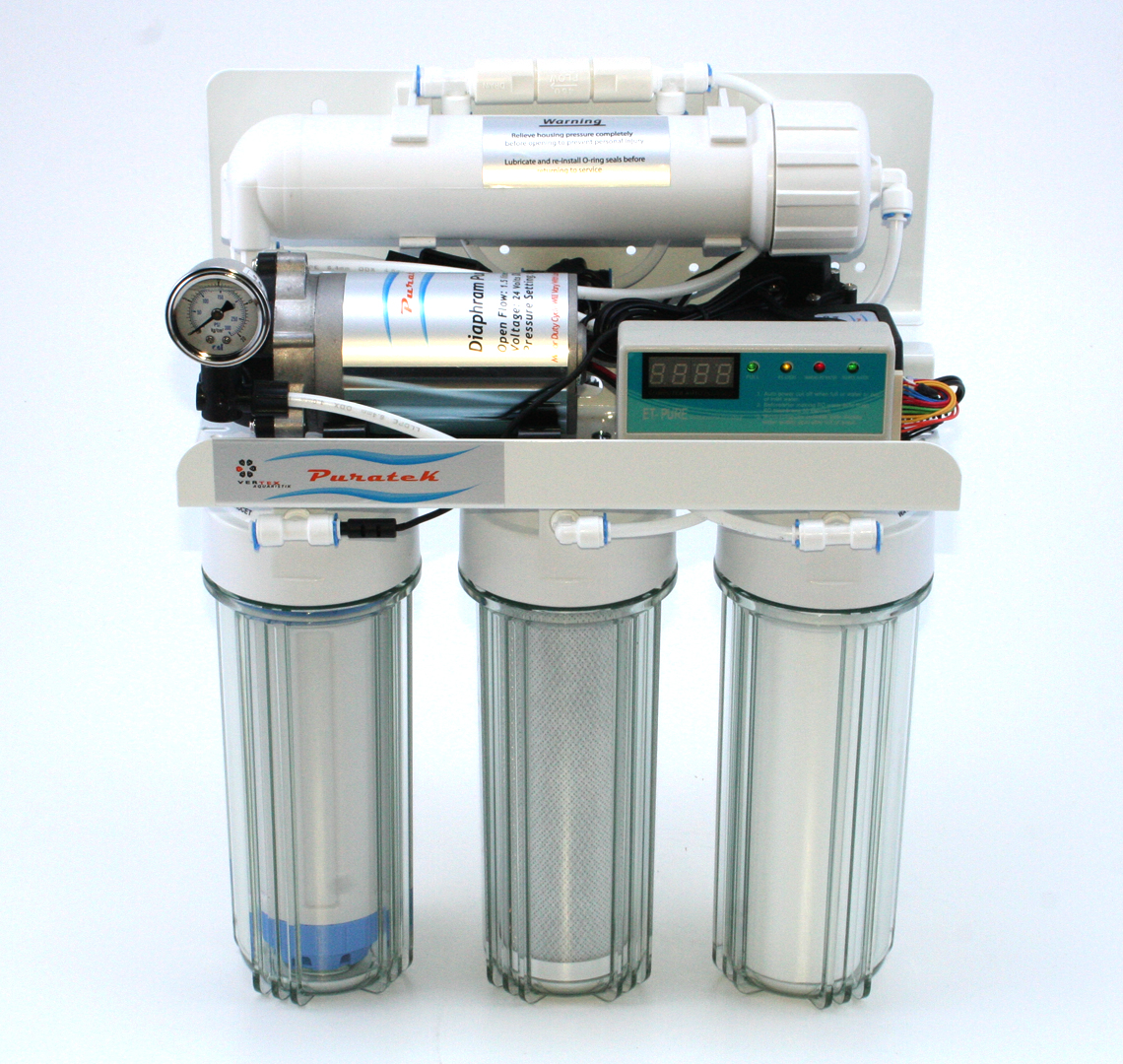
Sistema de filtres d'osmosi inversa

L'osmosi inversa és una tecnologia de purificació de l'aigua que utilitza una membrana semipermeable per eliminar ions, molècules i partícules més grans, deixant que només passi l'aigua potable. Dins d'un entorn amb membrana semipermeable,si s'augmenta la pressió del costat de major concentració, pot aconseguir-se que l'aigua passi des del costat d'alta concentració al de baixa concentració. D'aquesta manera s'està produint el fenomen contrari a l'osmosi, per això es diu osmosi inversa. És a dir, l'aigua de la zona d'alta concentració (activa) passa a la de baixa concentració, aconseguint travessar la membrana en sentit contrari.

## Principi

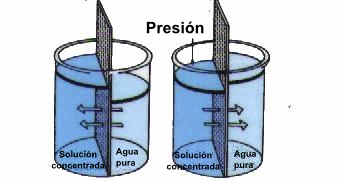
Principi de l'osmosi inversa

En el procés normal d'osmosi, el solvent es mou naturalment d'una àrea de baixa concentració de la dissolució (alt potencial hídric), a través d'una membrana semipermeable, cap a una àrea d'alta concentració de la dissolució (baix potencial hídric). La força que ocasiona el moviment del solvent és la reducció en l'energia lliure del sistema quan la diferència en la concentració del solvent en qualsevol dels costats d'una membrana és reduït, generant pressió osmòtica => el solvent es mou cap a la solució més concentrada.
Per aconseguir l'osmosi inversa s'aplica una pressió per vèncer la pressió osmòtica, que és una propietat col·ligativa produïda per diferències de potencial químic del solvent, un paràmetre termodinàmic. L'osmosi inversa pot eliminar molts tipus d'elements suspesos en l'aigua, incloent bacteris, i s'utilitza tant en processos industrials com per a la producció d'aigua potable. El resultat és que la dissolució és retinguda del costat pressuritzat de la membrana i el solvent pur pot passar a l'altre costat. Per aconseguir la «selectivitat», aquesta membrana no ha de deixar passar ions o molècules grans a través dels seus porus (o forats), però ha de deixar passar lliurement components més petits de la solució (com les molècules solvents).
L'aigua conté soluts, especialment sals. Si es col·loquen dues solucions de diferents concentracions una a cada costat d'una membrana semipermeable, l'aigua fluirà a través de la membrana per osmosi fins que les concentracions s'equilibren o la diferència de pressió superi la pressió osmòtica (el desplaçament de l'aigua disminueix la concentració en el compartiment cap on l'aigua flueix i l'augmenta en el compartiment del qual prové). Per contra, en exercir una pressió hidroestàtica en un dels compartiments que supera la pressió osmòtica, l'aigua es veu obligada -al revés de l'osmosi directa- a deixar el compartiment sota pressió tot i l'augment de la concentració produït en el solut i la dilució que es produeix a l'altre compartiment.

## Utilització

### Filtres per a la llar

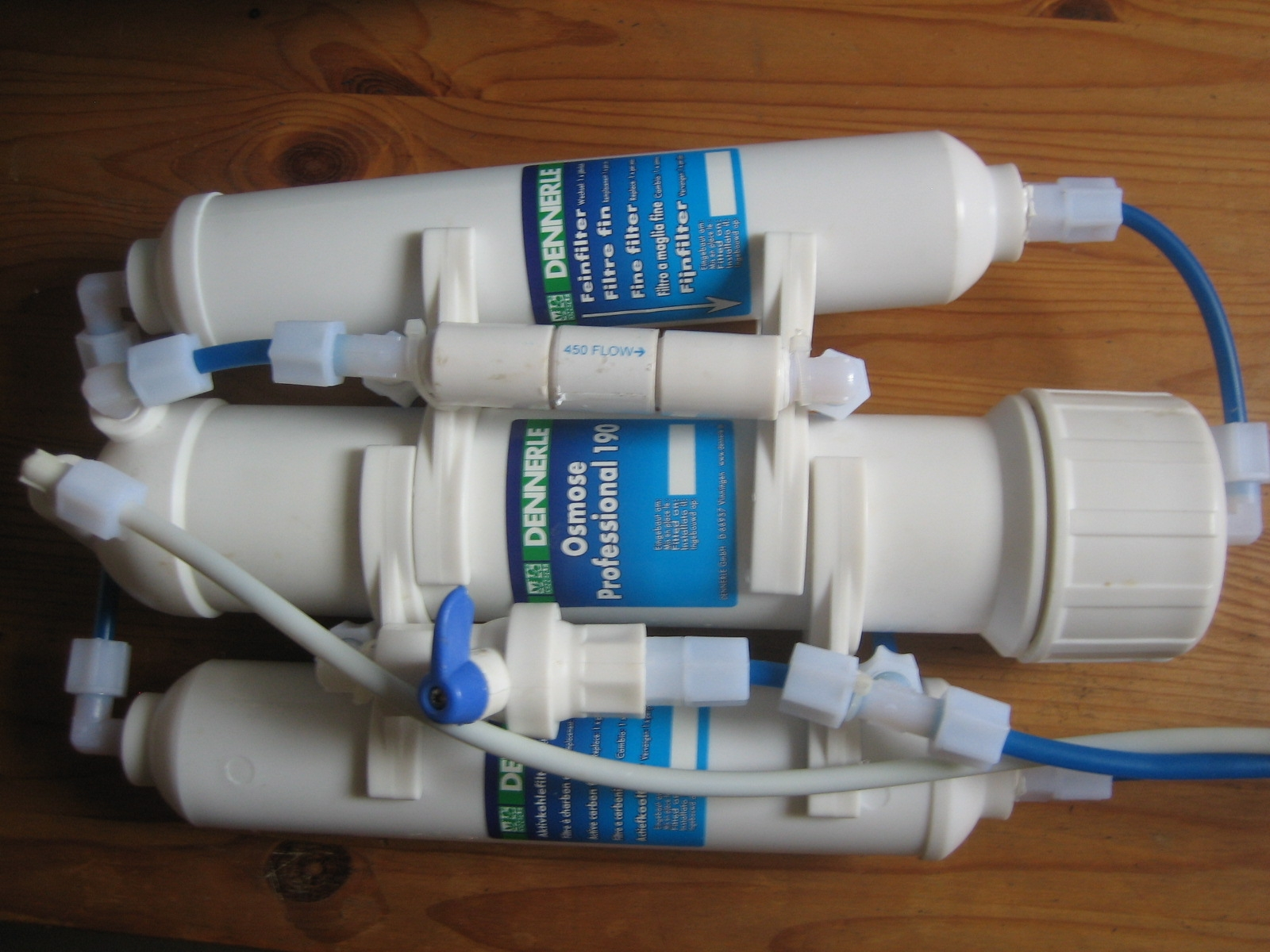
Filtres d'un sistema d'osmosi inversa (llar)

L'osmosi inversa també és de fàcil accés per als particulars. L'objectiu és bàsicament reduir la duresa de l'aigua, el que fa que sigui més fàcil d'usar i protegir els equips a la xarxa d'aigua de la llar, sinó també eliminar els contaminants de l'aigua (nitrats, residus de pesticides, etc.) i de millorar-ne el gust per l'eliminació dels compostos clorats.
Els aparells per a la llar més utilitzats utilitzen tres cartutxos. El primer cartutx és un filtre de sediment amb una porositat de 5 a 10 μm. Aquest cartutx està dissenyat per retenir totes les impureses sòlides presents a l'aigua. El segon cartutx és un filtre de carbó activat que neutralitza el clor per protegir la membrana. Finalment, el tercer cartutx extraïble rep la membrana d'osmosi inversa. Aquest cartutx té una presa d'aigua d'osmosi i es concentra una sortida. Aquesta última sortida passa per un limitador de flux, participa en els jocs de pressió, és essencial per al procés d'osmosi inversa i influeix en el rendiment. A vegades s'hi afegeix un sistema manual o automàtic de desactivació de restricció per permetre que la membrana pugui netejar-se.
El cartutx de pre-filtració i el cartutx de carbó actiu s'han de reemplaçar periòdicament, quan s'hagi arribat la capacitat de filtració. La no substitució d'aquests cartutxos condueix a una degradació del rendiment de la producció d'aigua filtrada i el desgast prematur de la membrana.
Alguns models més econòmics d'osmosi inversa tenen només un cartutx de filtració preliminar que proporciona pre-filtració mecànica i filtració de carboni actiu. Aquestes petites màquines d'osmosi inversa tenen un flux teòric diari molt baix: 50, 75 o 100 GPD (galons per dia), és a dir, 190, 290 o 380 litres al dia. El flux real generalment és més baix i dependrà de la pressió, la duresa i la temperatura de l'aigua. Quan la pressió d'aigua de la xarxa no és suficient, és possible inserir una bomba de reforç destinada a augmentar la pressió de l'aigua sobre la membrana per millorar el rendiment que pot variar entre un 10% (10L d'aigua consumida per 1 litre d'aigua d'osmosi produïda) i 50% (2L d'aigua consumida per 1 litre d'aigua d'osmosi produïda).

### Dessalinització

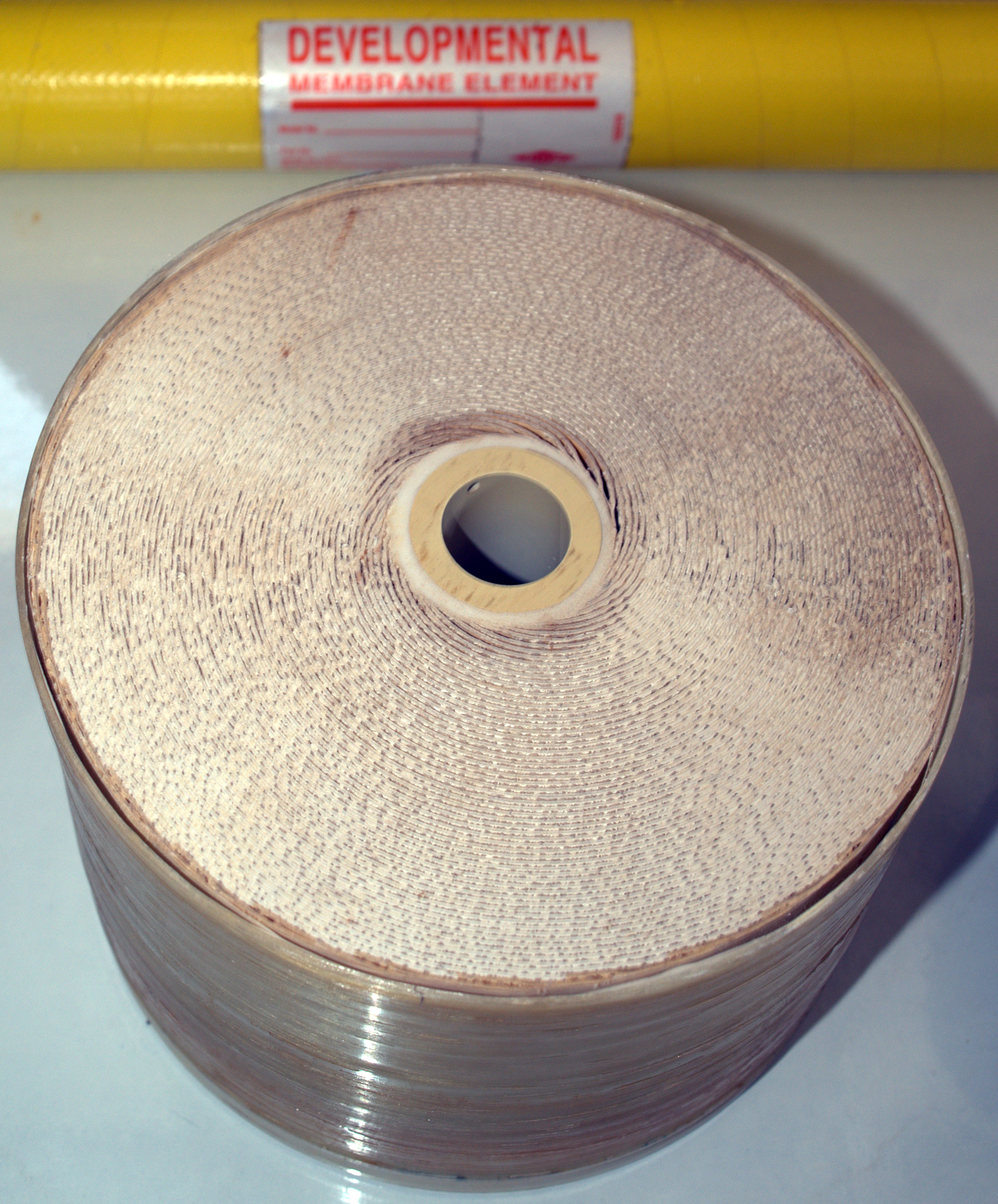
Membrana semi-permeable utilitzada en la dessalinització.

L'osmosi inversa és un procés industrial eficient de dessalinització i s'utilitza per a la purificació d'aigua potable a partir d'aigua de mar, extraient la sal i altres efluents de les molècules d'aigua. Si l'alta concentració és de sals, per exemple amb l'aigua marina, en aplicar pressió, l'aigua passa a l'altre costat de la membrana sense les sals aconseguint dessalinitzar l'aigua de mar i fent-la potable. Mitjançant aquest procediment és possible obtenir aigua dessalinitzada (menys de 15 000 μS/cm de conductivitat elèctrica) partint d'una font d'aigua salabrosa, aigua de mar, que en condicions normals pot tenir entre 20 000 i 55 000 μS/cm de conductivitat.. L'osmosi inversa s'ha convertit avui en dia en un dels sistemes més eficients per dessalinitzar i fer potable l'aigua, sent usada en vaixells, avions, indústries, hospitals i domicilis.
La clau és a la constitució del feix de membranes que intercalen xarxes-canals de circulació entre capa i capa i finalment convergeixen en el centre del sistema. Com que hi ha un flux d'entrada i dos fluxos de sortida, a un se'l coneix com a rebuig salí i a l'altre com flux de filtrat i els seus valors dependran de la pressió d'entrada imposada al sistema. En general és factible trobar membranes confeccionades amb poliamida o acetat de cel·lulosa (aquest últim material està en desaparició) amb un rebuig salí d'entre 96,5-99,8%. Existeixen membranes especialitzades per a cada tipus d'aigua, des de l'aigua de mar fins a aigües salabroses.
Els equips d'osmosi inversa industrials munten diversos trens o carros de membranes interconnectades entre si, una bomba d'alta pressió, mesuradors de TDS, pH i caudalímetres de columna. Existeixen equips que s'ubiquen a grans sales a causa de la seva enorme mida. Per a l'òptim funcionament d'aquests sistemes, cal mantenir un antiincrustant anti-sílice (sílice gelificada neutra) que obtura el sistema, a més d'un biocida per a mantenir lliure de biomasses les capes del sistema.
La planta de dessalinització RO més gran del món va ser construïda a Sorek, Israel el 2013. Té una producció de 624.000 m³ al dia. És molt econòmica i pot vendre aigua a les autoritats per 0,58 USD $/m³.

### Altres aplicacions

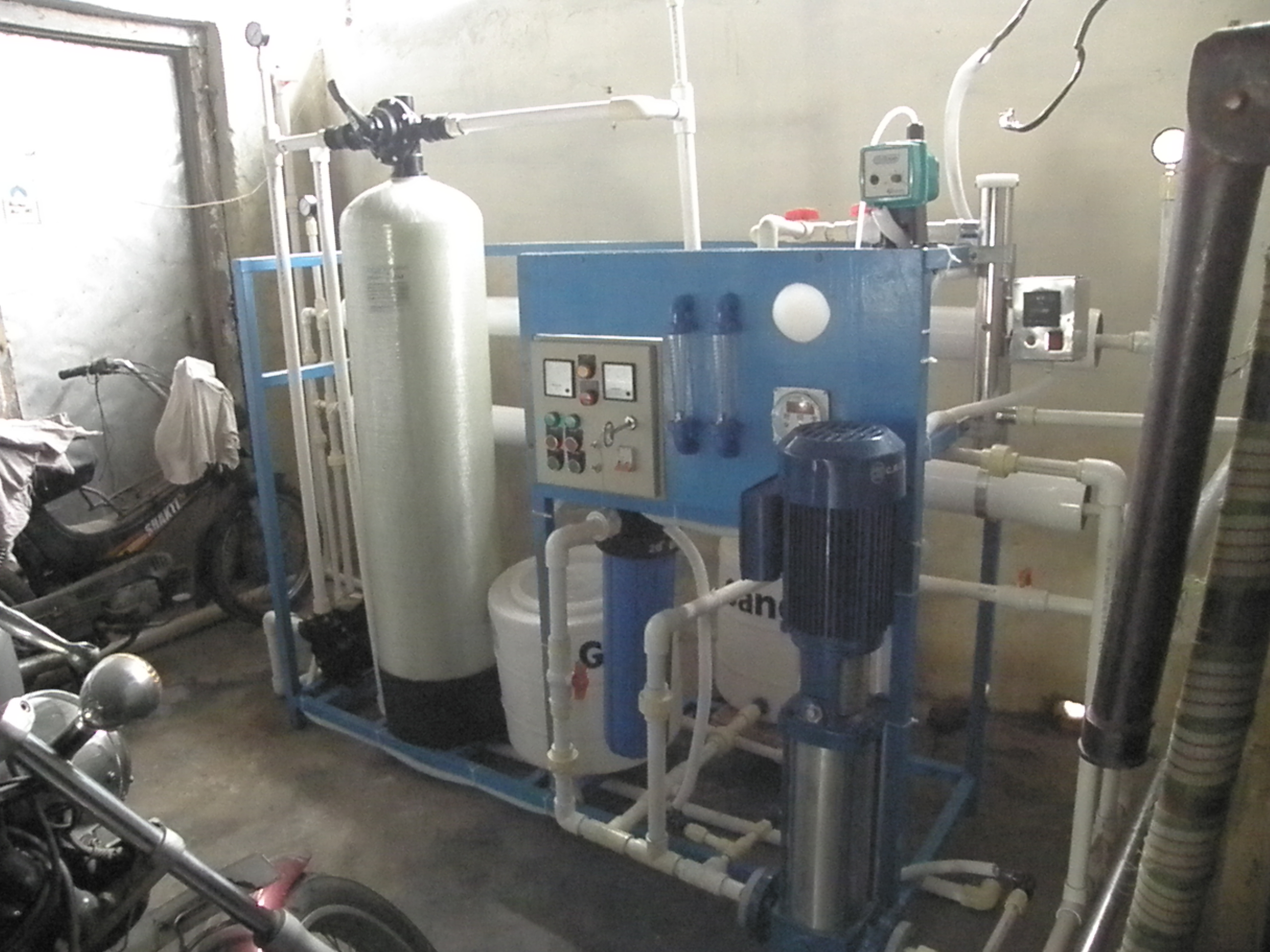
Instal·lació industrial d'osmosi inversa amb una capacitat de 1000 litres

L'aigua "d'osmosi" és adequada per a tots els usos de l'aigua potable (per exemple: la producció de refrescs). Un altre exemple d'aplicació de l'osmosi inversa és un procediment industrial eficaç de descontaminació d'aigües. Si es té aigua amb contaminant "X" les molècules de la qual tenen una mida de major que la mida de la molècula d'aigua, es pot cercar una membrana semipermeable que deixi passar molècules de la mida de les de l'aigua però no del contaminant i, en aplicar pressió (osmosi inversa), s'obtindrà aigua descontaminada.
L'osmosi inversa és l'aplicació d'una pressió externa per invertir el flux natural del solvent. El procés és similar a altres aplicacions de tecnologia amb membranes. No obstant això, hi ha diferències claus entre osmosi inversa i filtrat. El mecanisme d'extracció predominant en la filtració per membrana és l'exclusió per grandària, pels quals el procés teòricament pot aconseguir sempre una eficàcia perfecta independentment de la pressió i la concentració. L'osmosi inversa aplica difusió, fent que el procés depengui de la pressió, l'índex de flux i altres condicions.
En la producció d'aigua potable, les últimes novetats inclouen membranes de nanoescala i grafè. Un desenvolupament tecnològic recent especialment rellevant és el de l'osmosi inversa per a dessalinització basada en energia solar fotovoltaica, emprant només i exclusivament una petita bateria perquè tot funcioni correctament.

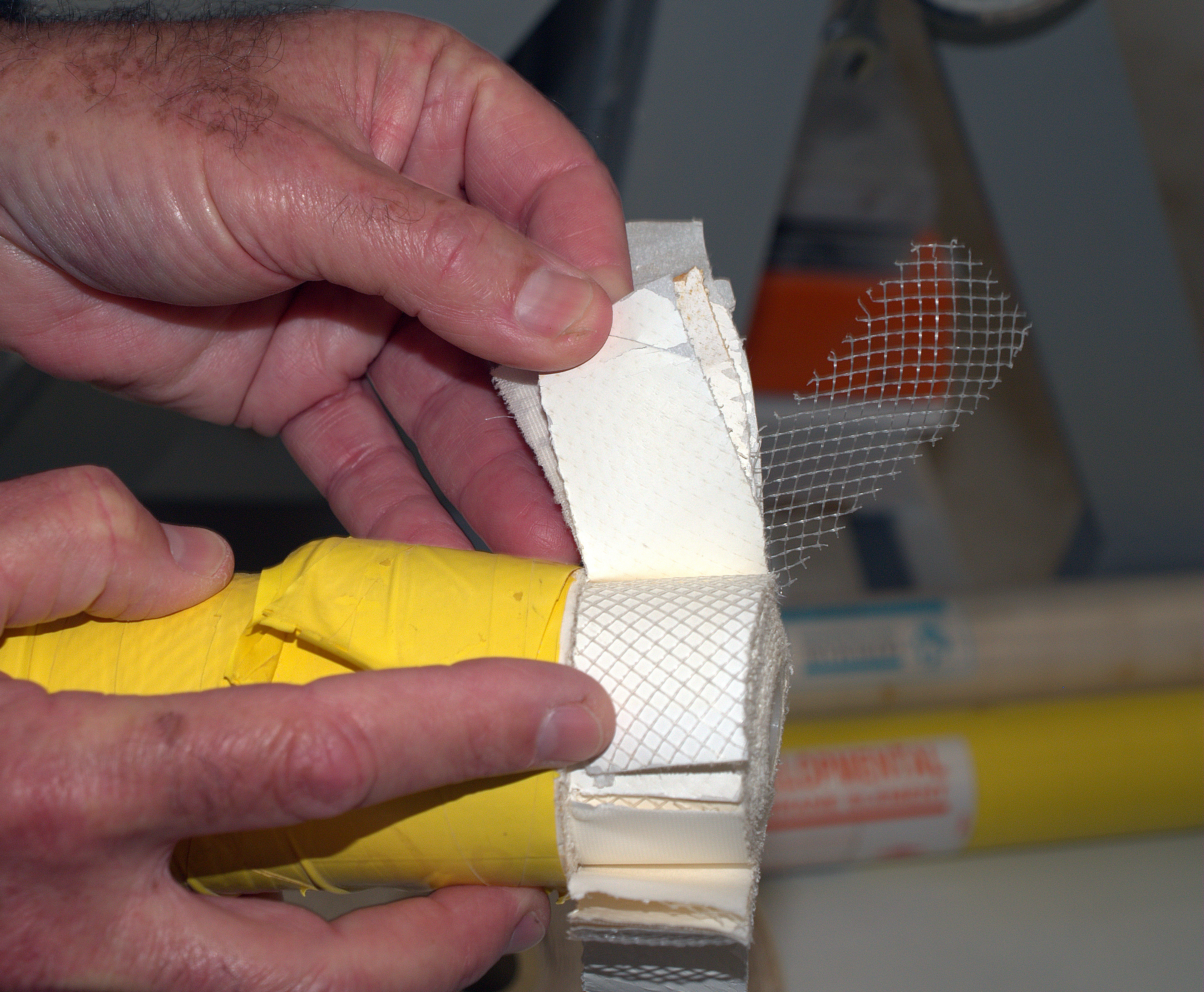
Diferents capes d'una membrana.

## Inconvenients
L'osmosi inversa té algunes restriccions, hi ha certs compostos químics que el sistema no és capaç de retenir, entre aquests l'arsenit (As+3), la sílice neutra (ja esmentada) i el bor. Per retenir aquestes compostos cal realitzar-hi una modificació del seu estat químic, ja sigui via oxidació, coprecipitació o canvis en el pH del medi. Per exemple l'arsenit (As+3) experimenta un rebuig de menys d'un 25%, en canvi l'arsenat (As+5) és capaç de ser retingut en un 95-98%.
Les incrustacions a les membranes són un factor no menyspreable en l'eficiència de l'equip, això ocorre quan es pretén forçar el cabal de filtrat, ocorrent fronts de saturació a la superfície de la membrana. Altres substàncies són incrustants, tals com l'esmentada sílice, biomasses de microorganismes. Una vegada incrustada la membrana, tan sols és possible revertir la situació desmuntant la unitat i tractant-la amb barreges d'àcids forts i sotmetent-les contra corrent.